# Souanyas
Souanyas (katalanisch Soanyes) ist eine französische Gemeinde mit 31 Einwohnern (Stand 1. Januar 2022) im Département Pyrénées-Orientales in der Region Okzitanien. Sie gehört zum Arrondissement Prades und zum Kanton Les Pyrénées catalanes.

## Nachbargemeinden
Nachbargemeinden von Souanyas sind Olette im Norden, Serdinya im Nordosten, Escaro im Osten, Nyer im Süden und Canaveilles im Westen.

## Bevölkerungsentwicklung
| Jahr      | 1962 | 1968 | 1975 | 1982 | 1990 | 1999 | 2013 |
| Einwohner | 74   | 63   | 47   | 41   | 45   | 27   | 46   |

## Sehenswürdigkeiten
- Romanische Kirche Sainte-Eugénie in Souanyas
- Romanische Kirche Saint-Fructueux in Marians